# Droste-effect

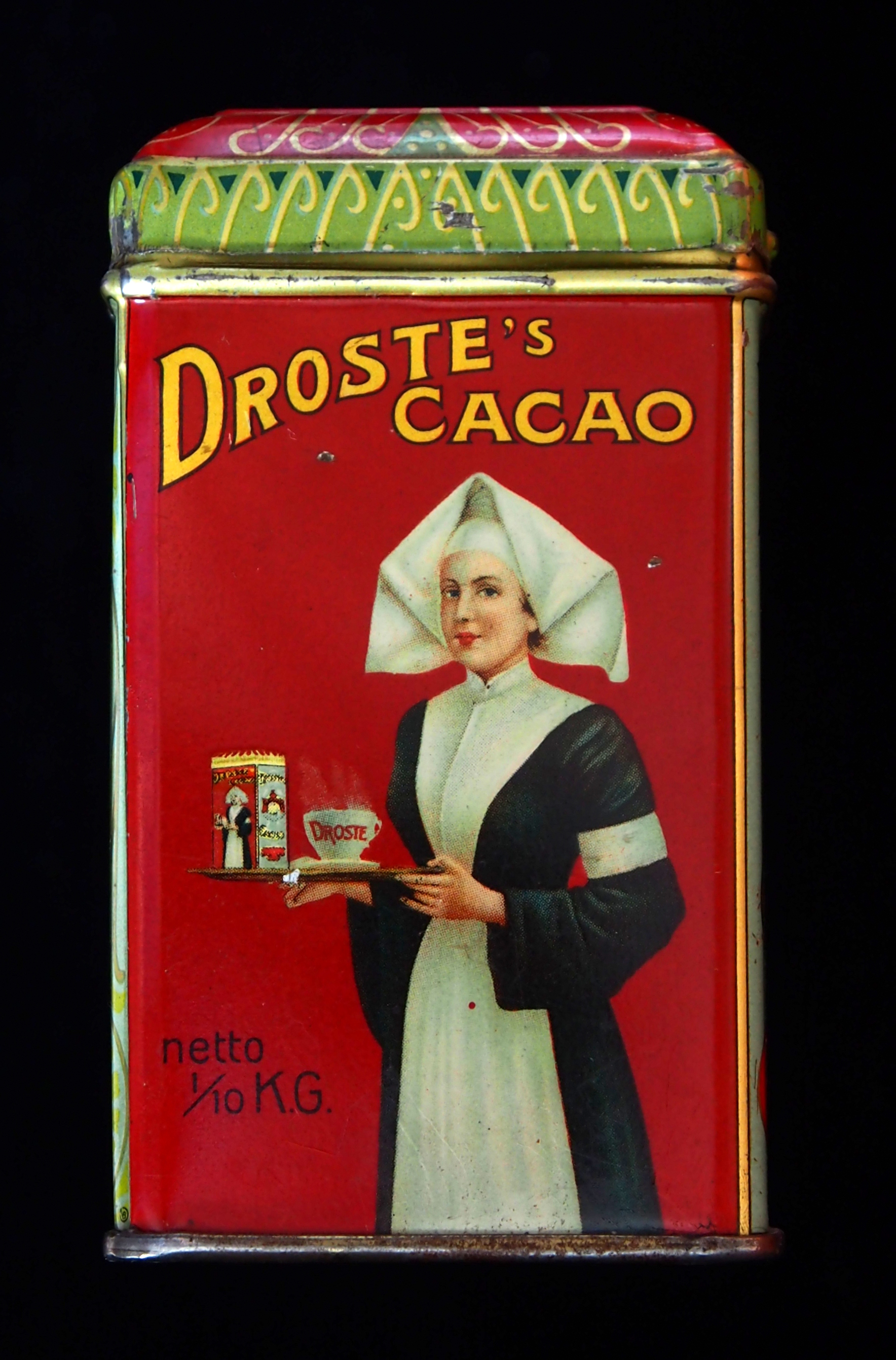
Het oorspronkelijke droste-effect op de verpakking van Droste-cacao.

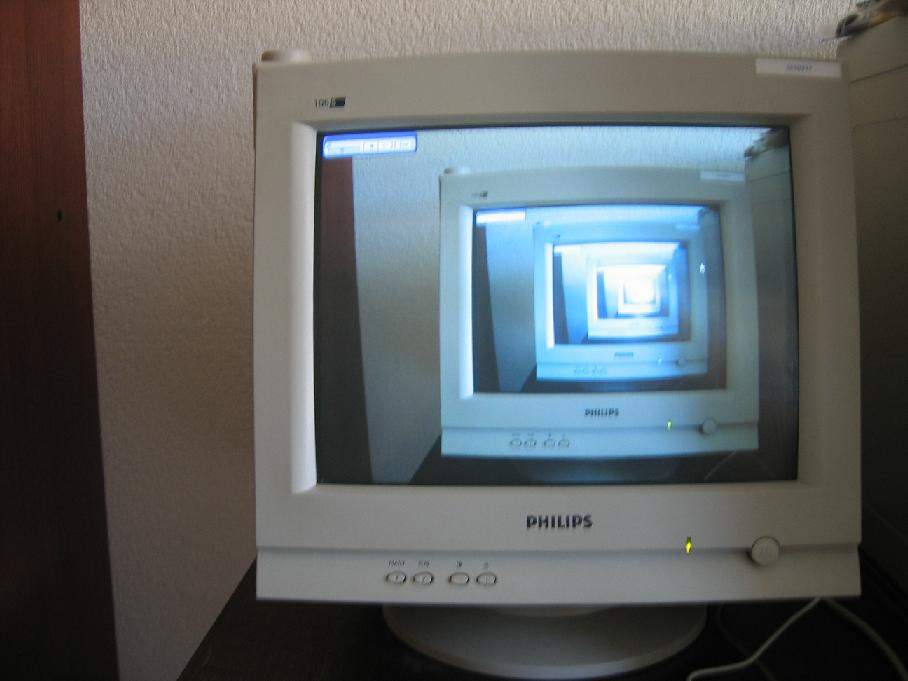
Zich herhalende afbeelding van een monitor

Het droste-effect is een visueel effect, waarbij een foto of een andere illustratie zichzelf, maar dan kleiner, bevat. Voor de kleinere afbeelding geldt weer hetzelfde, enzovoort. Deze vorm van herhaling heet recursie en kan in theorie oneindig doorgaan. Het gaat in de praktijk beperkt door, omdat door de resolutie van de afbeelding details niet meer worden weergegeven of omdat door de draaiingshoek de afbeelding niet meer zichtbaar is. Het droste-effect en mise en abyme komen overeen.
Het droste-effect ontstaat bijvoorbeeld door een camera op een beeldscherm te richten, waarop het opgenomen beeld wordt afgebeeld. Escher heeft het droste-effect in zijn werk toegepast.
Het effect is genoemd naar Droste, een producent van cacao. Op de cacaoblikken was een verpleegster afgebeeld die een dienblad droeg met daarop hetzelfde blik cacao, waarop dan weer hetzelfde stond enzovoort. De afbeelding is in 1904 door Jan Misset ontworpen. Het effect was ook te vinden op een fles Haas-azijn: het etiket van de fles toonde een haas die een fles Haas-azijn vasthield. 
Het spreekt vanzelf dat de herhaling in werkelijkheid niet oneindig is. Zou men het cacaoblik met een vergrootglas bekijken, dan blijkt al gauw dat de kleine details in de resolutie van de afbeelding verloren gaan. 
Het droste-effect is met de ontwikkeling van de fractale wiskunde ook uit wiskundig en wetenschappelijk oogpunt van belang geworden. Recursie is een belangrijk principe van fractalen en het recursieve beeld op het beeldscherm kan dan ook met recht een fractaal worden genoemd. 